# Église Saint-Bonnet de Saint-Bonnet-de-Salers
Pour les articles homonymes, voir église Saint-Bonnet.
L'église Saint-Bonnet est une église située en France sur la commune de Saint-Bonnet-de-Salers (Cantal), en région Auvergne-Rhône-Alpes.

## Historique
L’église, d’époque romane, conserve son chœur à abside semi-circulaire. Elle a été modifiée au fil des siècles, avec un portail sud ajouté au XIIIe siècle et des reconstructions aux XVe (nef) et XVIe (chapelles) siècles.

### Protection
L'église est inscrite au titre des monuments historiques par arrêté du 24 novembre 2003.

## Description
L’église présente un chœur à abside semi-circulaire typiquement roman, avec des baies surmontées d'archivoltes formant un cordon de billettes et contournant des colonnes engagées. La corniche est soutenue par des modillons historiés.